# Velika Remeta
Velika Remeta (cyr. Велика Ремета) – wieś w Serbii, w Wojwodinie, w okręgu sremskim, w gminie Irig. W 2011 roku liczyła 44 mieszkańców.